# 37e cérémonie des Grammy Awards
 (avril 2025).
La 37e cérémonie des Grammy Awards s'est déroulée le 1er mars 1995 au Shrine Auditorium à Los Angeles (Californie).

## Palmarès
Les lauréats apparaissent en premier et les autres nommés en décalé.

### Général
Enregistrement de l'année
- All I Wanna Do, Sheryl Crow

Album de l'année
- MTV Unplugged, Tony Bennett

Chanson de l'année
- Streets of Philadelphia, Bruce Springsteen

Meilleur nouvel artiste
- Sheryl Crow

### Alternatif
Meilleure prestation de musique alternative
- Dookie, Green Day

### Blues
Meilleur album de blues traditionnel
- From the Cradle, Eric Clapton

Meilleur album de blues contemporain
- Father Father, Pop Staples

### Country
Meilleure prestation vocale d'une chanteuse country
- Shut Up and Kiss Me, Mary Chapin Carpenter

Meilleure prestation vocale d'un chanteur country
- When Love Finds You, Vince Gill

Meilleure prestation vocale d'un groupe ou duo country
- Blues for Dixie, Asleep at the Wheel et Lyle Lovett

Meilleure collaboration vocale country
- I Fall to Pieces, Aaron Neville et Trisha Yearwood

Meilleure prestation instrumentale country
- Young Thing, Chet Atkins

Meilleure chanson country
- I Swear, John Michael Montgomery

Meilleur album country
- Stones in the Road, Mary Chapin Carpenter

### Folk
Meilleur album folk traditionnel
- World Gone Wrong, Bob Dylan

Meilleur album folk contemporain
- American Recordings, Johnny Cash

### Jazz
Meilleur solo de jazz
- Prelude to a Kiss, Benny Carter

Meilleur album de jazz instrumental
- A Tribute to Miles, Herbie Hancock, Wayne Shorter, Tony Williams, Ron Carter et Wallace Roney

Meilleur album de grand ensemble de jazz
- Journey, McCoy Tyner

Meilleur album de jazz vocal
- Mystery Lady: Songs of Billie Holiday, Etta James

Meilleur album de jazz contemporain
- Out of the Loop, The Brecker Brothers

Meilleur album de jazz latin
- Danzón (Dance On), Arturo Sandoval

### Pop
Meilleure chanteuse pop
- All I Wanna Do, Sheryl Crow

Meilleur chanteur pop
- Can You Feel the Love Tonight, Elton John

Meilleure prestation vocale pop d'un duo ou groupe
- I Swear, All-4-One

Meilleure collaboration vocale pop
- Funny How Time Slips Away, Al Green et Lyle Lovett

Meilleure prestation instrumentale pop
- Cruisin, Booker T. and the M.G.'s

Meilleur album pop
- Longing in Their Hearts, Bonnie Raitt

### Rap
Meilleure prestation rap solo
- U.N.I.T.Y., Queen Latifah

Meilleure prestation rap en groupe ou duo
- None of Your Business, Salt-N-Pepa

### Reggae
Meilleur album de reggae
- Crucial! Roots Classics, Bunny Wailer

### Rock
Meilleure prestation vocale rock féminine
- Come to My Window, Melissa Etheridge

Meilleure prestation vocale rock masculine
- Streets of Philadelphia, Bruce Springsteen

Meilleure prestation vocale rock par un groupe ou un duo
- Crazy, Aerosmith

Meilleure prestation hard rock
- Black Hole Sun, Soundgarden

Meilleure prestation metal
- Spoonman, Soundgarden

Meilleure prestation instrumentale rock
- Marooned, Pink Floyd

Meilleure chanson rock
- Streets of Philadelphia, Bruce Springsteen

Meilleur album rock
- Voodoo Lounge, The Rolling Stones

### R&B
Meilleure prestation vocale R&B féminine
- Breathe Again, Toni Braxton

Meilleure prestation vocale R&B masculine
- When Can I See You, Babyface

Meilleure prestation vocale R&B par un duo ou un groupe
- I'll Make Love to You, Boyz II Men

Meilleure chanson R&B
- I'll Make Love to You, Boyz II Men

Meilleur album R&B
- II, Boyz II Men

### Vidéos musicales
Meilleur clip
- Love is Strong, The Rolling Stones

Meilleur DVD musical
- Zoo TV: Live from Sydney, U2

### Musique internationale ("World")
Meilleur album de musique internationale
- Talking Timbuktu, Ali Farka Touré et Ry Cooder
  - Gipsy Kings – Love and Liberté
  - Milton Nascimento – Angelus
  - Youssou N'Dour – The Guide (Wommat)
  - Zap Mama – Sabsylma